# Saison 1 de Gilmore Girls
Chronologie
Saison 2
Cet article présente le guide des épisodes de la première saison de la série télévisée américaine Gilmore Girls.

## Synopsis
La première saison suit Lorelai Gilmore et sa fille Rory Gilmore dans leur ville : Stars Hollow. Lorelai fait face à des problèmes familiaux tout en ayant une relation avec Max Medina, pendant que Rory commence à sortir avec un garçon pour la première fois tout en essayant de survivre dans sa nouvelle école. En effet, dans le premier épisode, Rory est acceptée dans un prestigieux lycée (Chilton). Lorelai devra demander de l'aide à ses parents (Emily et Richard Gilmore) pour pouvoir payer la scolarité de sa fille, c'est alors qu'Emily fait une affaire avec Lorelai : si Lorelai et Rory viennent dîner tous les vendredis soirs chez Emily et Richard, alors elle financera les études de Rory.

## Distribution

### Acteurs principaux
- Lauren Graham (VF : Nathalie Régnier) : Lorelai Gilmore
- Alexis Bledel (VF : Noémie Orphelin) : Rory Gilmore
- Scott Patterson (VF : Patrick Laplace) : Luke Danes
- Kelly Bishop (VF : Régine Blaess) : Emily Gilmore
- Edward Herrmann (VF : Bernard Demory) : Richard Gilmore
- Keiko Agena (VF : Solène Davan-Soulas) : Lane Kim
- Melissa McCarthy (VF : Véronique Volta) : Sookie St. James
- Yanic Truesdale (VF : Yann Le Madic) : Michel Gerard
- Liza Weil (VF : Caroline Pascal) : Paris Geller
- Sean Gunn (VF : Éric Missoffe) : Kirk Gleason
- Jared Padalecki (VF : Benjamin Pascal) : Dean Forester
- David Sutcliffe (VF : Patrice Baudrier) : Christopher Hayden

### Acteurs secondaires
- Scott Cohen (VF : Guillaume Lebon) : Max Medina
- Shelly Cole (VF : Sylvie Levadoux) : Madeline Lynn
- Jackson Douglas (VF : Jérôme Rebbot) : Jackson Belleville
- Emily Kuroda (VF : Yumi Fujimori) : Mrs. Kim
- Chad Michael Murray (VF : Maël Davan-Soulas) : Tristan DuGrey
- Teal Redmann (VF : Karine Foviau): Louise Grant
- Grant-Lee Phillips : Grant-Lee Phillips
- Sally Struthers (VF : Yvette Petit) : Babette Dell
- Liz Torres (VF : Monique Thierry) : Miss Patty
- Michael Winters (VF : Michel Tugot-Doris) : Taylor Doose
- Scout Taylor-Compton (VF : Laëtitia Videt) : Clara Forester
- Lisa Ann Hadley (VF : Natacha Muller) : Rachel
- Elizabeth Franz (en) : Mia

## Épisodes

### Épisode 1:Premier contact
- États-Unis : 5 octobre 2000 sur The WB
- France : 8 septembre 2001 sur TF6
- Québec : 24 février 2002 sur VRAK
- Belgique : 2 novembre 2004 sur Club RTL

- États-Unis : 4,6 millions de téléspectateurs[1] (première diffusion)

### Épisode 2:Une journée difficile
- États-Unis : 12 octobre 2000 sur The WB
- France : 8 septembre 2001 sur TF6
- Québec : 3 mars 2002 sur VRAK
- Belgique : 3 novembre 2004 sur Club RTL

- États-Unis : 2,8 millions de téléspectateurs[1] (première diffusion)

### Épisode 3:Sombre dimanche
- États-Unis : 19 octobre 2000 sur The WB
- France : 8 septembre 2001 sur TF6
- Québec : 10 mars 2002 sur VRAK
- Belgique : 4 novembre 2004 sur Club RTL

- États-Unis : 2,9 millions de téléspectateurs[1] (première diffusion)

### Épisode 4:Biche, ô ma biche
- États-Unis : 26 octobre 2000 sur The WB
- France : 15 septembre 2001 sur TF6
- Québec : 17 mars 2002 sur VRAK
- Belgique : 5 novembre 2004 sur Club RTL

- États-Unis : 3,1 millions de téléspectateurs[1] (première diffusion)

### Épisode 5:Veillée funèbre
- États-Unis : 2 novembre 2000 sur The WB
- France : 15 septembre 2001 sur TF6
- Québec : 24 mars 2002 sur VRAK
- Belgique : 8 novembre 2004 sur Club RTL

- États-Unis : 3,2 millions de téléspectateurs[1] (première diffusion)

### Épisode 6:Soirées d'anniversaire
- États-Unis : 9 novembre 2000 sur The WB
- France : 15 septembre 2001 sur TF6
- Québec : 31 mars 2002 sur VRAK
- Belgique : 9 novembre 2004 sur Club RTL

- États-Unis : 3,5 millions de téléspectateurs[1] (première diffusion)

### Épisode 7:Rory est amoureuse
- États-Unis : 16 novembre 2000 sur The WB
- France : 22 septembre 2001 sur TF6
- Québec : 7 avril 2002 sur VRAK
- Belgique : 10 novembre 2004 sur Club RTL

- États-Unis : 3,7 millions de téléspectateurs[1] (première diffusion)

### Épisode 8:Amour, guerre et tempête de neige
- États-Unis : 14 décembre 2000 sur The WB
- France : 22 septembre 2001 sur TF6
- Québec : 14 avril 2002 sur VRAK
- Belgique : 11 novembre 2004 sur Club RTL

- États-Unis : 3,6 millions de téléspectateurs[1] (première diffusion)

### Épisode 9:Le Premier bal de Rory
- États-Unis : 20 décembre 2000 sur The WB
- France : 22 septembre 2001 sur TF6
- Québec : 21 avril 2002 sur VRAK
- Belgique : 12 novembre 2004 sur Club RTL

- États-Unis : 3,9 millions de téléspectateurs[1] (première diffusion)

### Épisode 10:Réconciliations
- États-Unis : 21 décembre 2000 sur The WB
- France : 29 septembre 2001 sur TF6
- Québec : 28 avril 2002 sur VRAK
- Belgique : 15 novembre 2004 sur Club RTL

- États-Unis : 3,6 millions de téléspectateurs[1] (première diffusion)

### Épisode 11:Scandale à Chilton
- États-Unis : 11 janvier 2001 sur The WB
- France : 29 septembre 2001 sur TF6
- Québec : 5 mai 2002 sur VRAK
- Belgique : 16 novembre 2004 sur Club RTL

- États-Unis : 3,7 millions de téléspectateurs[1] (première diffusion)

### Épisode 12:Rendez-vous en série
- États-Unis : 18 janvier 2001 sur The WB
- France : 29 septembre 2001 sur TF6
- Québec : 12 mai 2002 sur VRAK
- Belgique : 17 novembre 2004 sur Club RTL

- États-Unis : 4,4 millions de téléspectateurs[1] (première diffusion)

### Épisode 13:Le Concert
- États-Unis : 15 février 2001 sur The WB
- France : 6 octobre 2001 sur TF6
- Québec : 19 mai 2002 sur VRAK
- Belgique : 18 novembre 2004 sur Club RTL

- États-Unis : 3,6 millions de téléspectateurs[1] (première diffusion)

### Épisode 14:La Ménagère idéale
- États-Unis : 22 février 2001 sur The WB
- France : 6 octobre 2001 sur TF6
- Québec : 26 mai 2002 sur VRAK
- Belgique : 19 novembre 2004 sur Club RTL

- États-Unis : 3,6 millions de téléspectateurs[1] (première diffusion)

### Épisode 15:Le Retour de Christopher
- États-Unis : 1er mars 2001 sur The WB
- France : 6 octobre 2001 sur TF6
- Québec : 2 juin 2002 sur VRAK
- Belgique : 22 novembre 2004 sur Club RTL

- États-Unis : 4,0 millions de téléspectateurs[1] (première diffusion)

Le père de Rory est en ville, toute la ville est curieuse de le rencontrer et les informations circulent très vite. Il veut faire plaisir en achetant un dictionnaire à Rory mais sa carte est refusée.
Emily organise un grand repas avec toute la famille ainsi qu'avec les parents de Christopher qui n'ont toujours pas accepté le fait qu'il ne soit pas allé à l'université et le reproche à Lorelai ; il s'ensuit une grande dispute. Lorelai a l'impression d'avoir à nouveau 16 ans et Christopher la rejoint sur le balcon là où a été conçu Rory ; ils recouchent ensemble. Lorelai avait promis à Luke de l'aider pour repeindre le restaurant mais elle oublie et lui pose un lapin.

### Épisode 16:Trois mois déjà
- États-Unis : 8 mars 2001 sur The WB
- France : 13 octobre 2001 sur TF6
- Québec : 9 juin 2002 sur VRAK
- Belgique : 23 novembre 2004 sur Club RTL

- États-Unis : 3,8 millions de téléspectateurs[1] (première diffusion)

### Épisode 17:Après la rupture
- États-Unis : 15 mars 2001 sur The WB
- France : 13 octobre 2001 sur TF6
- Québec : 16 juin 2002 sur VRAK
- Belgique : 24 novembre 2004 sur Club RTL

- États-Unis : 4,5 millions de téléspectateurs[1] (première diffusion)

### Épisode 18:La Visite inattendue
- États-Unis : 22 mars 2001 sur The WB
- France : 13 octobre 2001 sur TF6
- Québec : 23 juin 2002 sur VRAK
- Belgique : 25 novembre 2004 sur Club RTL

- États-Unis : 4,8 millions de téléspectateurs[1] (première diffusion)

### Épisode 19:Emily au Pays des Merveilles
- États-Unis : 26 avril 2001 sur The WB
- France : 20 octobre 2001 sur TF6
- Québec : 30 juin 2002 sur VRAK
- Belgique : 26 novembre 2004 sur Club RTL

- États-Unis : 3,7 millions de téléspectateurs[1] (première diffusion)

### Épisode 20:La Fugue
- États-Unis : 3 mai 2001 sur The WB
- France : 20 octobre 2001 sur TF6
- Québec : 7 juillet 2002 sur VRAK
- Belgique : 29 novembre 2004 sur Club RTL

- États-Unis : 3,5 millions de téléspectateurs[1] (première diffusion)

### Épisode 21:Amours, marguerites et troubadours
- États-Unis : 10 mai 2001 sur The WB
- France : 20 octobre 2001 sur TF6
- Québec : 14 juillet 2002 sur VRAK
- Belgique : 30 novembre 2004 sur Club RTL

- États-Unis : 4,1 millions de téléspectateurs[1] (première diffusion)